# Celie Sparre
Celie Anna Saga Furelid Sparre, född 3 juli 1987, är en svensk skådespelare.

## Biografi
Sparre fick sitt genombrott som skådespelare i dramaserien Syrror år 2016. År 2019 utsågs Sparre till årets Rising Star på Stockholms filmfestival.
Sparre är gift med skådespelaren Adam Pålsson. De två lärde känna varandra under arbetet med kortfilmen Prinsen. Tillsammans har de två barn födda 2015 respektive 2018.

## Filmografi
- 2005 – Länge leve Lennart (kortfilm)
- 2007 – Punkspark (kortfilm)
- 2012 – Prinsen (kortfilm)
- 2015 – Min hemlighet (TV-serie)
- 2015 – Boys (TV-serie)
- 2016 – Parneviks (TV-serie)
- 2016 – Syrror (TV-serie)
- 2017 – Syrror (TV-serie)
- 2018 – Maria Wern (TV-serie)
- 2018 – Ingen utan skuld (TV-serie)
- 2018 – Lyckligare kan ingen vara
- 2018 – In i dimman
- 2018 – Dirigenten (TV-serie)
- 2019 – Älska mig (TV-serie)
- 2021 – Alla utom vi (TV-serie)
- 2021 – Det som göms i snö (TV-serie)
- 2021 – Fartblinda (TV-serie)
- 2022 – Meningen med livet (TV-serie)